# Javier Fernández López (Handballtrainer)
Javier Fernández López (geboren am 14. August 1980 in Ciudad Real) ist ein spanischer Handballtrainer und ehemaliger Handballspieler, der auf der Spielposition Linksaußen eingesetzt wurde.

## Vereinskarriere
Fernández debütierte in der Saison 1998/1999, für den BM Ciudad Real spielend, in der spanischen Liga Asobal. Bis 2002 nahm er mit dem Verein am Spielbetrieb der höchsten Liga Spaniens teil. In diesem Jahr wechselte er zum Ligakonkurrenten ADC BM Torrevieja, von dort im Jahr 2003 weiter zum ebenfalls in der ersten Liga aktiven BM Altea, mit dem er bis zur Saison 2004/2005 in der Liga Asobal spielte. Anschließend lief er in der zweiten spanischen Liga für OAR Coruña und BM Alicante auf. In der Spielzeit 2008/2009 stieg er mit BM Toledo in die erste Liga auf. Hier war er bis 2011 aktiv, von 2011 bis 2013 dann beim Ligakonkurrenten Academia Octavio. Er bestritt zwischen 1998 und 2013 insgesamt 215 Erstligapartien, in denen er 401 Tore erzielte.
Mit den Mannschaften aus Ciudad Real sowie aus Altea nahm er am EHF-Pokal teil.

## Auswahlmannschaften
Er stand zwei Mal im Aufgebot der Juniorenauswahl Spaniens.

## Trainer
Er ist seit 2014 als Handballtrainer aktiv. Von 2014 bis 2016 trainierte er den SD Octavio, von 2017 bis 2022 den Verein Club Cisne de Balonmano, den er im Jahr 2020 und nochmals im Jahr 2022 in die Liga Asobal führte.
Für den Handballverband Spaniens, RFEBM, ist er als Trainer der männlichen Nachwuchsmannschaften tätig. Bei der U-19-Weltmeisterschaft 2023 führte er die spanische Jugendauswahl zum Weltmeistertitel, bei der U-20-Europameisterschaft 2024 die Juniorenauswahl zum Europameistertitel.